# باشگاه فوتبال الاهلی طرابلس
باشگاه فوتبال الاهلی طرابلس (انگلیسی: Al Ahli Tripoli Sports Club) یک باشگاه فوتبال در شهر طرابلس، لیبی است.
این باشگاه که در سال ۱۹۵۰ تاسیس شده سابقه ۱۲ قهرمانی در لیگ برتر فوتبال لیبی و ۶ قهرمانی در جام حذفی فوتبال لیبی را در کارنامه دارد.